# بلاندی (فیلم ۲۰۱۲)
بلاندی (انگلیسی: Blondie) یک فیلم به کارگردانی یسپر گانسلانت محصول سینمای سوئد در سال ۲۰۱۲ است.
ماری جورانزون، الکساندرا دالستروم، هلنا آف زاندبرگ، اوله ساری و کارولینا جینینگ از جمله بازیگران این فیلم هستند. این فیلم در شصت و نهمین جشنواره فیلم ونیز در سال ۲۰۱۲ شرکت کرده‌است.